# آلن سیلوستری
آلن سیلوستری (انگلیسی: Alan Anthony Silvestri؛ زاده ۲۶ مارس ۱۹۵۰) یک موسیقی‌دان اهل ایالات متحده آمریکا است. وی از سال ۱۹۷۲ میلادی تاکنون مشغول فعالیت بوده‌است.وی تاکنون دو بار نامزدی جایزه اسکار در بخش بهترین موسیقی فیلم را در کارنامه هنری خود دارد

## فیلم‌شناسی
- آتشفشان
- آنچه در زیر است
- آنچه زنان می‌خواهند
- استوارت کوچولو
- انتقام‌جویان
- انتقام‌جویان: عصر اولتران
- انتقام‌جویان: جنگ ابدیت
- بازیکن شماره یک آماده
- بازگشت به آینده
- بازگشت به آینده قسمت ۲
- بازگشت به آینده قسمت ۳
- بازگشت مومیایی
- بازی‌های گوزن قطبی
- بئوولف
- برادران سوپر ماریو
- برنده و بازنده
- پاک کننده
- پدر عروس
- پرواز
- تماس
- تیم آ
- جادوی عملی
- جی. آی. جو: ظهور کبرا
- چه کسی برای راجر رابیت پاپوش دوخت؟
- خانواده کرودها
- خدمتکاری در منهتن
- دنیای وحش
- دورافتاده
- رد۲
- سرندیپیتی
- سرود کریسمس
- شب در موزه
- شب در موزه: راز مقبره
- شب در موزه: نبرد اسمیتسونین
- شش سگ گانگستر
- شکار موش
- غارتگر
- غارتگر ۲
- فارست گامپ
- فرنگولی: آخرین جنگل بارانی
- قطار سریع‌السیر قطبی
- کاپیتان آمریکا: نخستین انتقام‌جو
- لارا کرافت مهاجم مقبره: گهواره حیات
- لیلو و استیچ
- محافظ شخصی
- مرد مقدس
- مرکز شهر
- مرگ درخور اوست
- مکزیکی
- ورطه
- وقت نمایش
- ون هلسینگ
- هجوم احمق‌ها
- هلندی
- هویت